# الکسیا مگالهاس
الکسیا مگالهاس (انگلیسی: Alexia Magalhães؛ زادهٔ ۱۳ سپتامبر ۲۰۰۰) بازیکن فوتبال اهل لوکزامبورگ است.
او همچنین در تیم ملی فوتبال Luxembourg بازی کرده‌است.